# Łomnica (dopływ Dniestru)
Łomnica (ukr. Лімниця Limnycia) – rzeka na Ukrainie, prawy dopływ Dniestru.
Długość - 122 km, powierzchnia dorzecza - 1580 km². Wypływa z północnych zboczy góry Wielka Kieputa w Gorganach, źródła na wysokości ok. 1450 m n.p.m. Przepływa przez rejony: rożniatowski, kałuski i halicki obwodu iwanofrankiwskiego. 
Nad Łomnicą są położone m.in. Perehińsko i Kałusz.

## Opis
W górnym biegu jest górskim potokiem płynącym wąską doliną o urwistych brzegach, poniżej wsi Jasień dolina staje się asymetryczna, prawy brzeg staje się niski, lewy pozostaje stromy. W środkowym biegu dolina rzeczna ma przekrój trapezowaty o szerokości 4-7 km, w dolnym zwęża się do 2 km. Obszar zalewowy od środkowego biegu jest dwustronny, podłoże kamieniste. Od środkowego biegu miejscami nurt dzieli się na mniejsze ramiona tworząc kamieniste ostrowy, w najszerszym miejscu Łomnica ma szerokość ok. 60 metrów, głębokość do 2 metrów, spadek 9,4 m/km. Występuje zimowo-wiosenny przybór wód, w pozostałym okresie zależny od opadów atmosferycznych, zimą rzeka zamarza. W dolnym biegu przepływa przez Halicki Park Narodowy.

## Obiekty hydrologiczne
Na Łomnicy znajdują się dwa obiekty hydrotechniczne, jest to zapora w Osmołodzie wybudowana w latach 50. XX wieku i w pobliżu wsi Przewoziec wybudowana w 1904, przebudowana w 1925 oraz rozbudowana w 1940. Poza funkcją wyrównującą stan wody są wykorzystywane do hodowli ryb. 

## Dopływy
- lewe:
  - Mołoda;
  - Czeczwa.
- prawe:
  - Bereżnica.